# Kolibe Gornje
Kolibe Gornje är en ort i Bosnien och Hercegovina.   Den ligger i entiteten Republika Srpska, i den norra delen av landet, 140 km norr om huvudstaden Sarajevo. Kolibe Gornje ligger 86 meter över havet och antalet invånare är 933.
Terrängen runt Kolibe Gornje är platt.Närmaste större samhälle är Bosanski Brod, 6,6 km nordväst om Kolibe Gornje. 
Omgivningarna runt Kolibe Gornje är en mosaik av jordbruksmark och naturlig växtlighet. Runt Kolibe Gornje är det ganska tätbefolkat, med 67 invånare per kvadratkilometer.